# چگونه دوستان را از دست بدهیم و مردم را با خود بیگانه کنیم (فیلم)
چگونه دوستان را از دست بدهیم و مردم را با خود بیگانه کنیم (انگلیسی: How to Lose Friends & Alienate People) یک فیلم بریتانیایی در سبک کمدی است که در سال ۲۰۰۸ منتشر شد.

## خلاصه فیلم
یک نویسنده انگلیسی تمام تلاشش را می‌کند تا جای خودش را در مجله‌ای معروف در نیویورک باز کند...

## بازیگران
- سایمون پگ
- کیرستن دانست
- مگان فاکس
- دنی هوستون
- جیلین اندرسون
- جف بریجز
- میریام مارگولیس
- بیل پترسون
- مکس مینگلا
- برایان آستین گرین
- کریس اودوود
- تندی نیوتون
- فنلا وولگار